# Calycacanthus
Calycacanthus là chi thực vật có hoa trong họ Acanthaceae.